# 大慶市
大慶市（だいけい/ダーチン-し、簡体字: 大庆、拼音: Dàqìng）は、中華人民共和国黒竜江省に位置する地級市。市轄区人口は約136万人（2021年）。
黒竜江省西南部に位置し、東はハルビン市、西はチチハル市、南は吉林省と接する。

## 歴史
市名は市内の大慶油田に由来する。1959年9月26日、肇州県大同鎮北西の高台子附近で試掘を行っていた「松基三井」が石油採掘に成功し、中国東北地区最初の油田となった。油田発見が建国十周年直近であったため「大慶油田」と命名されている。満州語由来の他の市とは違い、漢語由来の地名である。
油田発見後に安達市を設置、1964年に安達特区、1979年12月14日に大慶市と改称された。

## 行政区画
5市轄区・3県・1自治県を管轄する。
- 市轄区：
  - サルト区（薩爾図区）・譲胡路区・竜鳳区・紅崗区・大同区
- 県：
  - 肇源県・肇州県・林甸県
- 自治県：
  - ドルボド・モンゴル族自治県（杜爾伯特蒙古族自治県）

| 大慶市の地図                                                                            |
| --------------------------------------------------------------------------------------- |
| サルト区 竜鳳区 譲胡路区 紅崗区 大同区 肇州県 肇源県 林甸県 ドルボド · モンゴル族自治県 |

### 年表
この節の出典

#### 安達市
- 1965年12月28日 - 綏化専区安達市が地級市の安達市に昇格。竜鳳鎮・サルト鎮・譲胡路鎮を設置。(3鎮)
- 1974年7月2日 (3区)
  - 竜鳳鎮が区制施行し、竜鳳区となる。
  - サルト鎮が区制施行し、サルト区となる。
  - 譲胡路鎮が区制施行し、譲胡路区となる。
- 1978年1月27日 - 譲胡路区がサルト区に編入。(2区)
- 1979年7月16日 - サルト区の一部が綏化地区安達県の一部と合併し、大同区が発足。(3区)
- 1979年12月14日 - 安達市が大慶市に改称。

#### 大慶市
- 1980年3月10日 - サルト区の一部が分立し、譲胡路区・紅崗区が発足。(5区)
- 1992年8月21日 - チチハル市林甸県・ドルボド・モンゴル族自治県、綏化地区肇州県・肇源県を編入。(5区3県1自治県)

## 経済
市内では1959年に大慶油田が発見され、1960年から採掘を開始、中国最大の油田として年平均5,000万トン以上生産し、瀋陽を中心とする東北部のコンビナート地帯を支え、大慶市にも石油関連産業が誘致され新興の工業都市として発展し、大躍進政策期においては、「農業は大寨に学べ、工業は大慶に学べ」がスローガンとして採用されるなど、中国を大行する工業都市とされた。しかし近年は過度の採掘によって産油量は急速に低下しつつあり、深層採油を行うため高い採掘コストとなり、2003年の生産量は4,800万トンに減少、2004年には日本への輸出も停止された。大慶油田の産出量低下を補填すべく中国政府はロシア極東地方からパイプラインを敷設しシベリア産原油を輸入し東北部及び華北地区でのエネルギー確保を計画しているが、同ルートで石油資源確保を目指す日本との資源獲得競争が惹起されている。

## 教育

### 大学
- 東北石油大学（中国語版）
- ハルピン医科大学大慶校区（中国語版）
- 黒竜江八一農墾大学（中国語版）
- 大慶師範学院（中国語版）
- 大慶医学高等専科学校（中国語版）
- 大慶石油化工総廠職工大学（中国語版）

## 交通

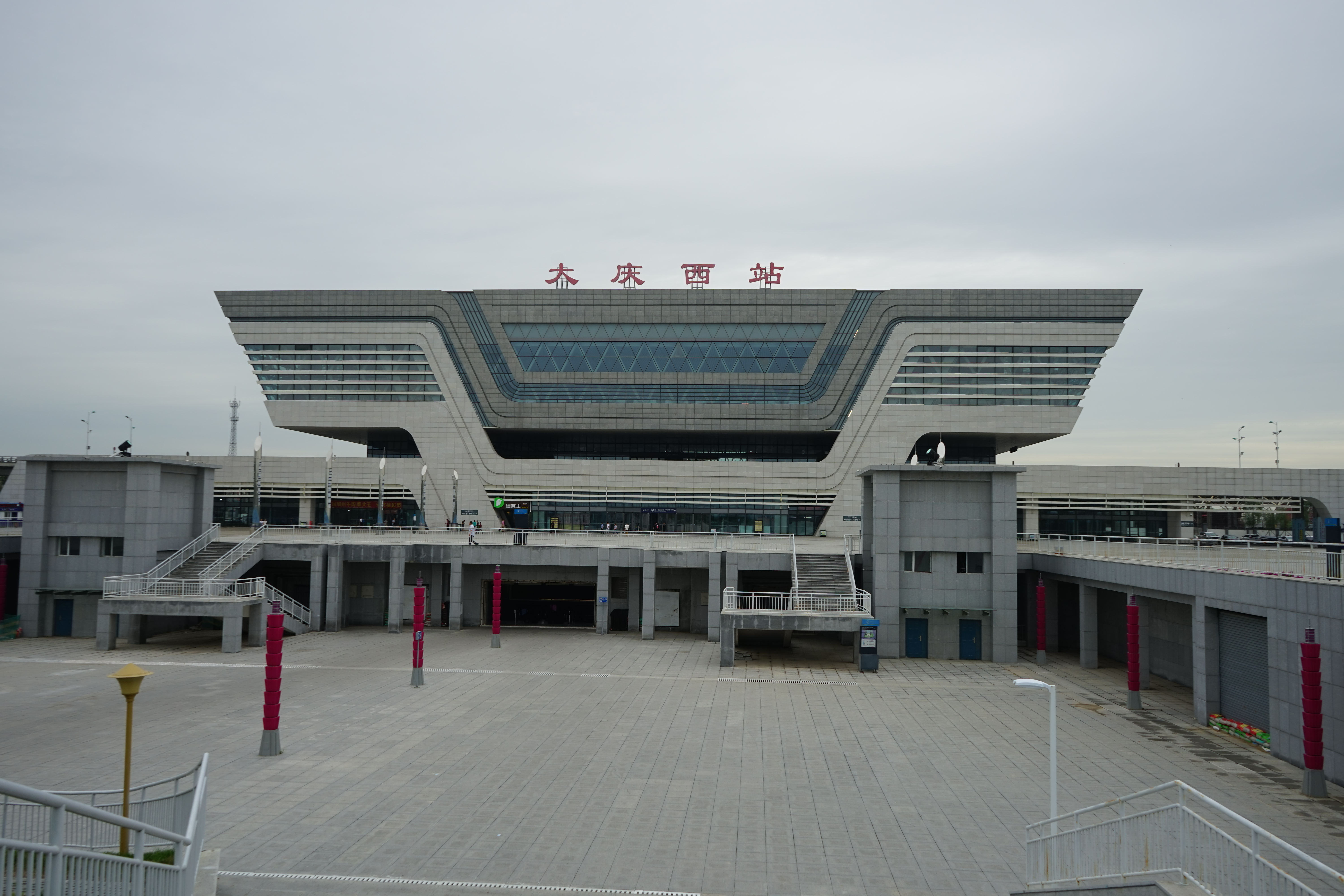
大慶西駅

### 航空
- 大慶サルト空港

### 鉄道
- 中国鉄路総公司
  - 中国鉄路ハルビン局集団公司
    - 哈斉旅客専用線 （ハルピン）- 大慶東駅 - 大慶西駅 - ドルボド駅 -（チチハル）
    - 浜洲線（ハルピン）- 臥里屯駅 - 大慶東駅 - 大慶駅 (黒龍江省) - 大慶西駅 -（中ロ国境（ザバイカリスク・チタ方面））
    - 通譲線（通遼）- 新肇駅（中国語版） - 労働屯駅（中国語版） - 太陽升駅（中国語版） - 立志駅（中国語版） - 向陽村駅（中国語版） - 新華屯駅（中国語版） - 興無駅（中国語版） - 八村駅（中国語版） - 林源駅（中国語版） - 創業村駅（中国語版） - 銀浪駅（中国語版） - 独立屯駅（中国語版） - 壮志駅（中国語版） - 大慶西駅 -（大慶）

### 道路
- 高速道路
  - 綏満高速道路
  - 大広高速道路
- 国道
  -  G203国道（中国語版）
  -  G301国道

## 健康・医療・衛生
- 大慶市薩爾図区人民医院、大慶市中医院、大慶市譲胡路区人民医院、大慶市第五人民医院、竜鳳区医院、大慶市第二医院、紅崗区人民医院
- 大慶市大同区仁和医院、大慶市大同区人民医院、大慶市大同区婦幼保健站、肇源県総医院、肇源県肇源医院、肇源県中医院、肇源県衛生防疫站
- 肇州県人民医院、林甸県医院、林甸県民政衛生所、林甸県衛生防疫站、ドルボド・モンゴル族自治県人民医院、杜爾伯特県人民医院、杜爾伯特県衛生防疫站

## 名所・旧跡・観光スポット
- 大慶博物館（中国語版）（中国国家一級博物館）（竜鳳区）

## 姉妹都市
- カルガリー（カナダ）
- 忠州市（韓国）

## 出身者
- 王鎮 - 陸上競技選手、リオデジャネイロオリンピック男子20km競歩金メダリスト[2]
- 丁寧 - 卓球選手

=